# منتخب تونس في كأس ديفيز
المنتخب التونسي المشارك في كأس ديفيز هو منتخب تم تكوينه من قبل الجامعة تونسية لكرة المضرب.يشارك المنتخب حالياً في مجموعة إفريقيا 3 و سيشارك في مجموعة إفريقيا - أوروبا سنة 2011.

## تاريخ المنتخب
تم تشكيل المنتخب التونسي لكرة المضرب منذ 1982 لكنه لم يتمكن من المشاركة في مجموعة أقوى من المجموعة الثانية في منطقة أوروبا - أفريقيا

## لاعبو المنتخب
1. هيثم عبيد
2. وسيم دربال
3. أحمد التريكي
4. مالك الجزيري